# Damián Austin
Pour les articles homonymes, voir Austin.
Damián Austin est un boxeur cubain né le 30 novembre 1974 à Las Tunas.

## Carrière
Champion du monde de boxe amateur à Tampere en 1993 dans la catégorie des poids légers, il récidive à Belfast en 2001 en super-welters.